# South Dell
South Dell, schottisch-gälisch Dail Bho Dheas, ist eine Ortschaft auf der schottischen Hebrideninsel Lewis and Harris.

## Lage
South Dell liegt an der Nordwestküste von Lewis, dem Nordteil der Doppelinsel Lewis and Harris. Es ist Teil der Lokalität Dell, die sich in die Siedlungen North Dell, South Dell und Aird Dell gliedert. Zwischen North Dell und South Dell verläuft der Dell River. North Dell bildet den südlichen Abschluss einer Reihe ineinander übergehender Ortschaften entlang der A857 (Cross, Swainbost, Habost, Lionel und Port of Ness), die zu den nächstgelegenen Ortschaften zählen. Stornoway, der Hauptort der Insel, befindet sich 29 Kilometer südlich. Butt of Lewis, das Nordkap der Insel, befindet sich sechs Kilometer nordöstlich.

## Geschichte
Die Umgebung weist frühe Besiedlungsspuren auf. Hierzu zählen die eisenzeitlichen Duns Dun Baravat, Dun Shiavat und Dun Mara, die allesamt als Scheduled Monuments geschützt sind.
South Dell erstreckte sich einst parallel der heutigen Siedlung etwa 200 Meter nördlich. Vermutlich wurde die einstige Siedlung mit Aufbau der heutigen aufgegeben. Es handelt sich um eine Crofter-Siedlung. Bei Zensuserhebung 1961 und 1971 lebten 173 beziehungsweise 163 Personen in South Dell.
Die ehemalige Wassermühle Dell Mill sowie das ehemalige Pfarrhaus der Free Church in South Dell sind heute denkmalgeschützt.